# Florentius Volusenus
Florentius Volusenus var en skotsk humanist under förra hälften av 1500-talet.
Volusenus tillbringade en stor del av sitt liv i Frankrike och dog omkring 1546. Han lämnade sitt namn till eftervärlden genom den på vackert latin skrivna dialogen De tranquilitate animi (Om själens ro, 1543; ny upplaga 1751), vari han utvecklar en humant kristen filosofi, som till vissa grundtankar är befryndad med den tyska protestantismen.